# Бычков, Александр Иванович
Алекса́ндр Ива́нович Бычко́в (1862, село Яблоновка, Черкасский уезд, Киевская губерния — 27 сентября 1925 года, Харьков, СССР) — российский революционер, народоволец, младший брат революционера Владимира Бычкова.

## Биография
Родился в 1862 году в селе Яблоновка Черкасского уезда Киевской губернии. Из дворян. Отец — инженер-технолог, директор сахарного завода, затем акцизный чиновник.
Жил в Харькове, принимал активное участие в деятельности местного общества политкаторжан.
С 1922 года работал заведующим музея харьковского истпарта.
Умер 27 сентября 1925 года в Харькове после тяжёлой болезни.